# Schignano
Schignano é uma comuna italiana da região da Lombardia, província de Como, com cerca de 935 habitantes. Estende-se por uma área de 10 km², tendo uma densidade populacional de 94 hab/km². Faz fronteira com Argegno, Brienno, Carate Urio, Casasco d'Intelvi, Cerano d'Intelvi, Dizzasco, Moltrasio.

## Demografia
| Variação demográfica do município entre 1861 e 2011                               |
|                                                                                   |
| Fonte: Istituto Nazionale di Statistica (ISTAT) - Elaboração gráfica da Wikipedia |